# Levi Strauss
Oskar Levi Strauss (geboren als Oskar Löb Strauß) (Buttenheim, Beieren, 26 februari 1829 - San Francisco, 26 september 1902) was een, van Joodse-Duitse afkomst, Amerikaanse kledingfabrikant. Strauss is bekend geworden door zijn spijkerbroeken die de naam dragen van zijn roepnaam Levi.
Strauss emigreerde in 1847 met zijn moeder en zijn twee zussen naar de Verenigde Staten. In New York begon hij met twee anderen een fabriek. In 1853 werd Strauss Amerikaans staatsburger. Hij vestigt in 1853 in San Francisco een handelsfirma voor stoffen, kleding en alle andere dingen, die goudzoekers, mijnwerkers en pioniers in het Westen nodig hadden.
Kleermaker Jacob Davis uit Reno verstevigde de broeken die hij maakte van denim met klinknagels. Deze uitvinding liet hij registreren, samen met Strauss - zijn leverancier van denim en financier van het patent. De spijkerbroek was geboren.
Levi Strauss & Co., de indertijd door Strauss opgerichte spijkerbroekenfabriek bestaat nog steeds. Behalve spijkerbroeken fabriceert zij ook andersoortige broeken plus overige kleding. Haar omzet loopt in de miljarden.